# LEGEN
LEGEN je hrvatski etnosastav. Glazba koju izvode je spoj elektronske i narodne glazbe. Većina njihovih pjesama inspirirana je tradicionalnim hrvatskim narodnim pjesmama. Bili su poznati po energetičnim nastupima. Početak njihovog rada označio je i nastanak hrvatske etno i World music scene. Tradicijske pjesme otpjevali su na malo drugačiji način; zvuk tradicijskih glazbala bio je uklopljen sa zvukom električne gitare, a računalo na pozornici bilo je u ravnopravnoj poziciji s istarskim gajdama, sopelama, diplama... Bio je to čudan prizor i mislilo se nespojiva kombinacija u to vrijeme.
Surađivali su s filmskom i kazališnom scenom.
Nastupali su između ostalih u Španjolskoj, Meksiku, Kolumbiji, Njemačkoj, Švicarskoj, Italiji...
Razišli su se između 2000. i 2002. godine. Na temeljima grupe LEGEN nastala je grupa Kries.

## Članovi
- Mojmir Novaković - vokal, osnivač sastava
- Darko Pecotić
- Ivan Koprivčević
- Zlatko Glavinić
- Stjepan Večković

## Diskografija

### Studijski albumi
- Paunov ples (Crno bijeli svijet, 1996.)
- Seljačka buna (Croatia Records / Kopito Records, 2000.)[2]

### Kompilacije
- nekoliko međunarodnih CD kompilacija
- LEGEN – The Best of 1992. – 2002. (2003., Kopito Records)
- The best of indie rock - Made in Croatia (1993., Dancing Bear)